# 菊池秀明
菊池 秀明（きくち ひであき、1961年 - ）は、日本の東洋史学者、国際基督教大学教授。専門は中国近代史で、太平天国に関する著作がある。

## 来歴
神奈川県生まれ。早稲田大学第一文学部卒業。東京大学大学院人文科学研究科博士課程修了。1995年「太平天国前夜の広西移民社会」で博士（文学）。中部大学国際関係学部講師・助教授を経て、国際基督教大学準教授、教授。

## 著書
- 『広西移民社会と太平天国』風響社(中部大学学術叢書)1998.03
- 『太平天国にみる異文化受容』山川出版社(世界史リブレット65)2003.06
- 『ラストエンペラーと近代中国　清末　中華民国』講談社(中国の歴史10)2005.09／講談社学術文庫 2021.04
- 『清代中国南部の社会変容と太平天国』汲古書院 2008.12
- 『金田から南京へ　太平天国初期史研究』汲古書院 2013.03
- 『北伐と征西　太平天国前期史研究』汲古書院 2017.03
- 『太平天国　皇帝なき中国の挫折』岩波新書 2020.12
- 『越境の中国史　南からみた衝突と融合の三〇〇年』講談社選書メチエ　2022.12

## 参考
- 太平天国にみる異文化受容 - 紀伊國屋書店BookWeb